# O Passo do Lui
O Passo do Lui (en español El paso de Lui) es el segundo álbum de estudio de la  banda de rock brasileño Os Paralamas do Sucesso . Fue lanzado en 1984, y fue el álbum que aumentó la popularidad de los Paralamas en todo Brasil, con éxitos como Ska, Meu Erro, Me Liga y Romance Ideal. El nombre del álbum es un homenaje a Lui, un amigo de los Paralamas, que según ellos, es un buen bailarín. Lui también se representa en la portada.

## Lista de canciones
Todas las canciones escritas y compuestas por Herbert Vianna, excepto las que indiquen. 
| Lado uno |                                                 |          |  |
| N.º      | Título                                          | Duración |  |
| 1.       | «Óculos (Gafas)»                                | 03:40    |  |
| 2.       | «Meu Erro (Mi error)»                           | 03:28    |  |
| 3.       | «Fui Eu (Fué yo)»                               | 03:52    |  |
| 4.       | «Romance ideal» (Martim Cardoso/Herbert Vianna) | 04:10    |  |
| 5.       | «Ska»                                           | 02:29    |  |

| Lado dos |                                                                              |          |  |
| N.º      | Título                                                                       | Duración |  |
| 6.       | «Mensagem de Amor (Mensaje de amor)»                                         | 04:18    |  |
| 7.       | «Me Liga (Llámame)»                                                          | 03:49    |  |
| 8.       | «Assaltaram a Gramática (Robaron a la gramática)» (Lulu Santos/Waly Salomão) | 02:52    |  |
| 9.       | «Menino e Menina (Niño y niña)»                                              | 03:55    |  |
| 10.      | «O Passo do Lui (El paso de Lui)» (Instrumental)                             | 2:19     |  |

## Personal

### Os Paralamas do Sucesso
- Bi Ribeiro (acreditado como Felipe Bi Ribeiro) - Bajo
- Herbert Vianna - Guitarra y Voz
- João Barone - Tambores y Percusión

### Músicos adicionales
- Lulu Santos - coros en "Assaltaram una Gramática"
- Scarlet Moon - coros en "Assaltaram una Gramática"
- Jotinha - Teclados en "Me Liga", "Óculos" y "Meu Erro"
- Ricardo Cristaldi - Teclados en "Óculos" y "Assaltaram una Gramática".
- Paula Preuss - Coros en "Me Liga" y "Fui Eu"
- Léo Gandelmann - Saxofón

### Personal adicional
- Gerente de Producción - Mayrton Bahia
- Asistente de producción - Franklin Garrido
- Técnicos de grabación - Franklin Garrido, Renato Luiz y José Celso
- Técnicos de mezcla - Marcelo Sussekind y Franklin Garrido
- Studio auxiliar - Rob y Geraldo
- Cut - Osmar Furtado
- Arte de la cubierta - Ricardo Leite
- Fotos - Maurício Valladares
- Coordinación Gráfico - Gustavo Caio